# Ernest Henry Nickel
Ernest Henry Nickel, genannt Ernie, (* als Ernst Heinrich Nickel, 31. August 1925 in Louth, Ontario; † 18. Juli 2009) war ein kanadisch-australischer Mineraloge, der später in Australien wirkte.

## Leben und Wirken
Nickel wuchs auf einer Farm auf und sein Interesse für Mineralogie erwachte bei einem Schulbesuch im Royal Ontario Museum. Er studierte an der McMaster University mit dem Masterabschluss 1951 und wurde 1953 an der University of Chicago promoviert. Danach war er am mineralogischen Labor der Bergbausparte (Mines Branch) des Canadian Departments and Technical Surveys (CANMET).
1971 wurde er Leiter der Abteilung Mineralogie des Department of Energy, Mines and Resources. Da er dabei stark in administrative Aufgaben eingebunden war und sich speziell mit Nickelmineralien beschäftigen wollte, ging er an die Abteilung Mineralogie der australischen Forschungsorganisation CSIRO (Commonwealth Scientific and Industrial Research Organization) in Perth. Zu der Zeit herrschte ein Boom in der Exploration von Nickellagerstätten in Australien. Nickel veröffentlichte mehrere Berichte über die Lagerstätten und entdeckte auch einige neue Minerale. Er wurde leitender Wissenschaftler am Labor, ging 1985 vorzeitig in den Ruhestand (um die Anstellung jüngerer Wissenschaftler zu ermöglichen), arbeitete aber danach weiter als Honorary Fellow des CSIRO.
1970/71 wurde er Präsident der Mineralogical Association of Canada. Ab 1974 war er australischer Repräsentant in der Kommission für Mineralnamen (CNMMN) der International Mineralogical Association und später neben Joseph Anthony Mandarino dessen stellvertretender Vorsitzender (1983–1994). Für die IMA entwickelte er mit Monte C. Nichols die Mineraliendatenbank. 2001 gab er die 9. Auflage der Mineralogical Tables von Karl Hugo Strunz heraus.
Er war Herausgeber des Australian Journal of Mineralogy.
Nickel war zweimal verheiratet und hatte drei Töchter.

## Werke und Mineralbeschreibungen
Zusammen mit Monte C. Nichols verfasste er das Mineralogical Reference Manual (Springer Verlag 1991).
Nickel gilt als Erstbeschreiber von insgesamt 24 Mineralen, so unter anderem Niocalit (1956), Wodginit (1963 zusammen mit Rowland und McAdam), Cuprospinell (1973), Carrboydit (1976 zusammen mit Clarke), Nickelblödit (1977 zusammen mit Bridge), Otwayit (1977 zusammen mit Robinson, Davis und MacDonald), Nullaginit (1981 zusammen mit Berry) und Kambaldait (1985 zusammen mit Robinson). 

## Ehrungen
1994 wurde das Mineral Ernienickelit nach ihm benannt.
2008 wurde er Ehrenmitglied der Mineralogical Society of Great Britain and Ireland.